# キャンパス・スコープ
キャンパス・スコープとは、読売新聞社の支援で発行されるフリーペーパー。略称キャンスコ。

## 概要
大学生向けのフリーペーパー、学生新聞であり、首都圏の有志の大学生が記事を執筆して発行している。発行にあたっては、読売新聞社が全面的な支援・協力を行っている。発行部数は10万部と日本の学生新聞の中では最大規模であり、全国の大学構内など約500ヶ所で無料で配布されている。
創刊は1998年（平成10年）4月1日。創刊以来の基本理念は「大学生が興味を持つ話題を」「大学生の視点で」「大学生の手で書く」であり、キャッチコピーは「大学生の視点で社会を見る」である。2016年（平成28年）4月現在の最新号は37号（2016年4月1日発行）。
発行は年2回（毎年4月、10月）。大学の入学式や学園祭のシーズンが発行時期と重なるため、首都圏の主要な大学では各行事の日程に合わせて、制作に携わった大学生が、その時の最新号を大学付近の路上で配布する。なお、「キャンパススコープ」「Campus Scope」などと表記される場合もあるが、正式名称は「キャンパス・スコープ」であり、創刊以来一貫して使用している。

## 活動内容
キャンパス・スコープの新規制作メンバーは、発行ごと（毎年4月、10月）に公募される。活動場所である読売新聞の本社が首都圏にあることから、メンバーは首都圏の大学生を中心に構成されている。
かつては北海道・東北・関西などにも支部が存在し、25号までは首都圏以外に在住する大学生が企画・執筆した記事も掲載されていた。だが26号では掲載されず、同号に掲載された27号の新規メンバー募集要項には、対象を「首都圏在住の大学生」と明確に限定する表記が加えられた。なお、キャンパス・スコープは全国の図書館や大学に設置され、全国的に読まれている。
公募された大学生は、主に編集部と広告部の2つに分かれて活動する。以下、それぞれの活動内容について述べる。

### 編集部
- 紙面に載せる記事を執筆する。メンバーは一人ひとりが、自分が書きたい記事の企画を持ち、企画立案から、取材、執筆まで行う。
- 編集部での経験が長い、または前号で読者やメンバーから人気の高かった記事を担当した大学生1人が編集長となり、部内の統括や各部員の指導・監督を務める。具体的には、バックアップを行う読売新聞の社員との橋渡しや、企画立案・取材・記事執筆にあたってのノウハウを部員に伝える役割がある。

### 広告部
- 紙面に載せる広告を取る部門で、メンバーは、各企業に対する広告出稿の営業を中心に活動する。
- 広告部での経験が長い大学生や、広告の営業実績が優秀だった大学生1人が広告部長となり、部内の統括・広告営業の指導・取りまとめを行う。
- 主な広告掲載実績企業は、宝塚歌劇団、JAL、中外製薬、総務省、KADOKAWA、富士急行などがある。

### その他
- 編集部長と広告部長の統括や、全メンバーの状況を把握する立場として、キャンパス・スコープ代表が存在する。
- 現在は廃部になったが、30号以降ではコミュニケーションデザイン部が存在した。Facebookページを立ち上げ、メンバーによる各自のコーナーを担当。読者から寄せられた就活に関する質問にキャンスコのメンバーが答える「キャンスコ就職課」、メンバーが行った先での出来事を紹介する「いまどコーナー」などの記事を投稿していた。
- 創刊以来、程度の差はあるが、メンバーは女子の割合が多い傾向にある。

## 紙面構成

### 一面
- 一面には現役大学生の女性タレント、対する裏一面には男性タレントが起用されることが多い。

### 全体企画
- 33号から編集部・広告部ともが協力し、メンバー全員が参加する全体企画が存在する。学生でしかできない・学生ならではのノリを重視し、数日かけて街頭にて体当たりなど取材を行う。
- 過去の企画は、わらしべ企画と称した物々交換実験や、街頭インタビューで47都道府県出身者を探し出す47都道府県BINGO!、メンバーが6グループに分かれ一週間で行う朝活LIFEのススメ、五感を様々な角度から体験する五感を研ぎ澄ますなど。

## 主な紙面（1998年 - ）

### 1998 - 2000年（0 - 4号）
0号
- 1面：渡辺真理（フリーアナウンサー）「好きに生きてほしい」
- 3面：これがテニスサークルだ

 1号（1998年4月）
- 1面：魚住りえ（日本テレビアナウンサー）
- 5面：ゴスペラーズ（歌手）に聞く
- 9面：飛び出せ学生社長

 2号（1998年10月）
- 1面：ともさかりえ「頑張る気持ち共通項ーそれぞれの夢に向かって」（女優）
- 4面：「予期せぬ出会いの場」渡辺まさゆき
- 8面：「キャンパス短信」白木清か

 3号（1999年4月）
- 1面：菊池麻衣子（女優）
- 6面：「ぜいたくは言えない」就職合同セミナー学生の声
- 7面：「新聞のススメ」橋本五郎

 4号（1999年10月）
- 1面：木村佳乃「打ち込める時間 大切に」（女優）
- 1面：玉村豊男（エッセイスト）「大学生の手紙―軽快なフットワーク身につける
- 4面：野口健（登山家）「生の実感得られる場所」

### 2000 - 2004年（5 - 14号）
5号（2000年4月）
- 1面：青葉かおり（早稲田大新4年）「囲碁界のホープ両立の道きばらずに」
- 4面：平野啓一郎（芥川賞作家）「一度だけの今、大切に」
- 4面：326（イラストレーター）「春、“やさしさ”咲く時」

 6号（2000年10月）
- 1面：茂森あゆみ（歌手）「自分信じて夢を信じて」
- 4・5面：忘れないP シドニーの勇姿ー五輪の晴れ舞台 学生の活躍 光る

 7号（2001年4月）
- 1面：はな（タレント）「好きだから続けられる」
- 1面：中坊公平（弁護士）「大学生への手紙―幸せってなんやろか」
- 4面：秘めた可能性無限大

 8号（2001年10月）
- 1面：眞鍋かをり（タレント）「一歩踏み出せば何かが始まる」
- 3面：活躍する女性企業家たち
- 5面：大学祭、秋のイベント情報

 9号（2002年4月）
- 1面：矢井田瞳（歌手）「間違った時間もヤイコの財産」
- 6・7面：日比野克彦（芸術家）「私たちのW杯」

10号（2002年10月）
- 1面：草野マサムネ（「スピッツ」ボーカル）「一生、青春していたい」
- 1面：美輪明宏（タレント）「大学生への手紙―文化が人生を豊かに」
- 8面：ガチンコ投資クラブ（キャンスコメンバーが実際に株式投資を行った）

11号（2003年4月）
- 1面：Fayray（歌手）
- 4面：就職の視野広げよう! 高感度アップは見た目から
- 5面：巨人軍 上原浩治「目標に向け全力投球」
- 5面：劇団四季 芝清道「頑張る力で大舞台」

12号（2003年10月）
- 1面：西尾由佳里（日本テレビアナウンサー）

13号（2004年4月）
- 1面：

14号（2004年10月）
- 1面：平原綾香（歌手）/大学生の手紙 辰巳琢郎「本音で付き合おう」
- 8面：RYTHEM（リズム）加藤有加利・新津由衣

### 2005 - 2009年（15 - 24号）
15号（2005年4月）
- 1面：

16号（2005年10月）
- 1面：大塚愛（歌手）「先を見据えた夢描こう」
- 12面：森山良子（歌手）「自分らしく歌い続ける」

17号（2006年4月）
- 1面：川嶋あい（歌手）「踏み出す勇気を大切に」
- 12面：渡邉美樹（ワタミフードサービス社長）「君たちに期待する」

18号（2006年10月）
- 1面：サエコ（タレント）「自分には負けたくない」
- 2面：「大学生“読モ”って魅力的」
- 3面：「笑顔で働く女性たち」

19号（2007年4月）
- 1面：堀北真希（女優）「努力する姿勢が好き」
- 2面：「社会に羽ばたくきりっと清潔“就活メーク”」

20号（2007年10月）
- 1面：ベッキー（タレント）
- 3面：藤田志穂（実業家）「10代で企業★ギャル社長」

21号（2008年4月）
- 1面：皆藤愛子（キャスター）「曇りのち晴れ」の私
- 12面：安良城紅（歌手）「両立で成長“色”出せた」

22号（2008年10月）
- 1面：水嶋ヒロ（俳優）「抜け殻からヒーロー」
- 2面：坂東真理子（昭和女子大学学長）「就活　媚びず素直に」
- 3面：堤幸彦（映画監督）「ロック魂で撮る」
- 9面：ジャルジャル（芸人）「笑いの原点関大時代」
- 10面：有森裕子（元女子マラソン選手）「チャンスは自分で作れる」
- 12面：大和悠河（宝塚宙組トップ）「夢舞台私だけの男役」

23号（2009年4月）
- 1面：多部未華子（女優）「“つばさ”は休めない」
- 2面：奥華子（歌手）「変われた自分路上ライブ」
- 8面：ダンテ・カーヴァー（タレント）「予想GUYの挑戦」

24号（2009年10月）
- 1面：小出恵介（俳優）「夢へ駆け抜けろ」
- 3面：白石昌則（生協の白石さん）「若い時は臆せず挑戦」
- 8面：ステファニー（歌手）「歌に生きていきたい」

### 2010年 - 2014年（25号 - 34号）
25号（2010年4月）
- 1面：井上真央（女優）「強く明るく無限大」
- 4面：伊坂幸太郎（作家）「1回限りの人生創造に生きたい」

26号（2010年10月）
- 1面：南沢奈央（女優）「20歳 はばたく好奇心」
- 4面：沢村拓一（野球選手）「放つ剛球 努力の結晶」
- 5面：朝井リョウ（作家）「小説 風感じながら練る」

27号（2011年4月）
- 1面：中村蒼（俳優）「夢 堂々と話そう」
- 2面：柿沢安耶（パティシエ）「野菜スイーツ職人 突きつめれば いつか天職見つかる」
- 6面：久木田紳吾（Jリーガー）「『未挑戦へ挑戦』に価値」
- 6面：税所篤快（早大生）「バングラデシュで教育支援『貧しくても学べる』早大生が奮闘」
- 8面：小野由美子（WSJウェブ日本版・編集長）「情報は世界への扉開く」
- 8面：林良輔（WSJジャパン・経営責任者）「国内外知り 決断する時代」

28号（2011年10月）
- 1面：蓮佛美沙子（女優）「全ては表現のために」
- 2・3面：【震災・ボランティア面を特設】「小学館『スピリッツ』の人気連載漫画『さすらいアフロ田中』」「大学生の被災地でのボランティア体験記」
- 4面：藤原正彦（お茶の水女子大名誉教授・数学者）「読書…怒り、愛し、涙する力」
- 4面：猪瀬直樹（作家・東京都副知事）「『言葉の力』それは疑問を持つこと」
- 4面：宇多丸（ライムスターのラッパー）「若い時たくさん映画見て」
- 5面：桜庭ななみ（女優）「ギター特訓 バンド娘に変身」
- 6面：白石昌則（生協の白石さん）「帰ってきた生協の白石さん 大学生の心の叫びに答えてくれました」
- 7面：（留学生100人にアンケート）「教えて! 留学生の本音」
- 8面：松井咲子 (AKB48) 「全力です AKBも音大も」

29号（2012年4月）
- 1面：

30号（2012年10月）
- 1面：

31号（2013年4月）
- 1面：山本美月（モデル）「モデルと理系女子 一途に一人二役」
- 5面：本郷奏多（俳優）「大学の仲間は得がたい宝」
- 8面：冲方丁（作家）「言葉への愛着が原点」
- 9面：冨永愛（モデル）「何事も常に有言実行で」
- 16面：伊藤英明（俳優） 「自信をもって勝負に挑む そんな生き方をしたい」

32号（2013年10月）
- 1面：ホラン千秋（女優・タレント）「つかんだ自信 留学が私を変えた」
- 18面：吉岡徳仁（デザイナー）「透明に迫るデザイン」
- 15面：嗣永桃子（アイドル）「憧れかなった”ももち先生”」
- 16面：島本理生（作家）「作家人生 第2章」
- 20面：小島慶子（アナウンサー）「小島慶子さん 恋愛トーク!」
- 28面：中村隼人（歌舞伎役者）「輝く感性 歌舞伎に新風」

33号（2014年4月）
- 1面：土屋太鳳（女優）「美少女からアクションへ 鍛錬の場は、大学」
- 2面：畠中祐（声優）「成長する主人公、そして自分も」
- 6面：朝井リョウ（作家）「学生と社会人は『地続き』」
- 10面：全体企画「歩いた 食べた ぐる〜り山手線」 ― 山手線を徒歩で一周
- 20面：山﨑賢人（俳優）「サッカーゴールの先に見つけた役者道」

34号（2014年10月）
- 1面：高畑充希（女優）「味ある役を 息長く」
- 3面：坂口健太郎（モデル）「『何かが違う』役者に」
- 4面：石川祐希（バレーボール選手）「最年少の龍神『五輪で勝つ』」
- 6面：辻村深月（作家）「夢を夢だと思わない」
- 8面：岩本乃蒼（日本テレビアナウンサー）「フラメンコから得た『想像力』」

　　　　上坂すみれ（声優）「『多面体』ロシアから学んだこと」
- 10面：全体企画「大実験 小さな幸せ交換」 ― キャンスコ32号と読売新聞のキャラクター猫ピッチャー、物々交換で何に変わる?
- 16面：ヒャダイン「ヒャダインと語ろう ― 選挙は行かなきゃもったいない!」
- 20面：武井壮（タレント）「僕が戦い続ける理由」

### 2015年 - （35号 - )
35号（2015年4月）
- 1面：宮﨑香蓮（女優）「自然体で演じる大河ドラマ」
- 3面：佐藤弘道（タレント）「充実の今こそ将来につながる挑戦を」

　　　　福島良典（グノシー代表取締役）「新しいニュースのカタチ ― グノシーの社長にせまる」
- 8面：全体企画「47都道府県BINGO!」 ― 東京都心で47都道府県出身者を探し出せるか…?!
- 16面：恩田陸（作家）「『うんとみっともない経験も、背伸びもたくさんしてください』」
- 18面：堀田茜（モデル）「モデル堀田茜と語る 選挙で踏み出す大人への第一歩」
- 27面：山崎あおい（シンガーソングライター）「自然体で湧き出る思いを伝えたい」
- 28面：古川雄輝（俳優）「自ら行動してチャレンジを!」

36号（2015年10月）
- 1,2面：鈴木愛理（アイドル・モデル）「自分で考えて「完全な大人」へ」
- 3面：オーサ・イェークストロム・カロリン・エックハルト（漫画家）「聖地日本で漫画家修行」
- 8面：本郷理華（フィギュアスケート選手）「のびのび演技、自分見つめる冷静な目」
- 10面：室屋成（サッカー選手）「大学を選んでよかった、と証明したい」
- 12面：プロ野球死亡遊戯・中溝康隆「ブロガーからライターへ 情報発信のパイオニア」
- 14,15面：全体企画「朝活LIFEのススメ」 - BBQ・ピクニック・登山・築地市場・皇居ラン・坐禅 計6つの朝活を実行!
- 16面：小泉進次郎（衆議院議員）「今の自分にできることを」
- 17面：中村虎之介（歌舞伎俳優）「歌舞伎俳優・中村虎之助さんと考える “18歳選挙権”」
- 18面：パックン（タレント）「自分の意見を持とう! 〜若者の政治意識低下に物申す」
- 20面：茂木健一郎（脳科学者）「あなたは授業中に居眠りしますか?」
- 22面：常見陽平（評論家）「意識高い系に気を付けろ〜大学生よ! 変化に踊らされるな」
- 26面：米沢穂信（作家）「選択はいつか必ず迫られる」
- 27面：井出卓也（俳優）「目標は大きく、口に出して」
- 28面：鈴木亮平 (俳優)「挫折を挫折と捉えない」

37号（2016年4月）
- 1,2面：山崎紘菜（女優）「迷ったら挑戦　その方が後悔しない」
- 3面：KENJI（タレント）「いつも心に余裕を ― 「思いやり」とは？」
- 4面：香山リカ・松永天馬（アーバンギャルド）「メンヘラ」って病気？文化？　― 若者の心に広がる「生きづらさ」
- 6面：竹山晃暉（ラグビー選手）「「鬼」ポジティブ力で最多トライ記録」
- 10面：鈴木大地（スポーツ庁長官）「みんなで支えるオリンピック」
- 13,14面：全体企画「五感を研ぎ澄ます」 — 視覚・聴覚・触覚・嗅覚・触覚・味覚の5班に分かれて五感を体験
- 19面：あすのば（公益財団法人）「学ぶ機会、貧しさで奪わせない」
- 21面：安田菜津紀（フォトジャーナリスト）「写真を道具にして何を伝えるか」
- 22面：野木亜紀子（脚本家）「最後の、物づくりに関わる目標」
- 23面：藤井サチ（モデル）「学びにハングリー精神」
- 24面：大倉士門（モデル）「出会いは一瞬 出会えば一生」 ― ひとりでも多く友達を作りたい